# Primera División 1987-1988 (Spagna)
La Primera División 1987-1988 è stata la 57ª edizione della massima serie del campionato spagnolo di calcio, disputato tra il 29 agosto 1987 e il 22 maggio 1988 e concluso con la vittoria del Real Madrid, al suo ventitreesimo titolo, il terzo consecutivo.
Capocannoniere del torneo è stato Hugo Sánchez (Real Madrid) con 20 reti.

## Stagione

### Novità
Questa stagione rivide l'introduzione del girone all'italiana con andata e ritorno, composto per la prima volta da 20 squadre. Fu quindi abolita la seconda fase che aveva caratterizzato la passata stagione, ma rimase il play-out promozione/salvezza tra la diciassettesima e la diciottesima classificata e la terza e la quarta della Segunda División. 

## Classifica finale
|       | Pos. | Squadra         | Pt | G  | V  | N  | P  | GF | GS | DR  |
| ----- | ---- | --------------- | -- | -- | -- | -- | -- | -- | -- | --- |
|       | 1.   | Real Madrid     | 62 | 38 | 28 | 6  | 4  | 95 | 26 | +69 |
|       | 2.   | Real Sociedad   | 51 | 38 | 22 | 7  | 9  | 61 | 33 | +28 |
|       | 3.   | Atlético Madrid | 48 | 38 | 19 | 10 | 9  | 60 | 38 | +22 |
|       | 4.   | Athletic Bilbao | 46 | 38 | 17 | 12 | 9  | 50 | 43 | +7  |
|       | 5.   | Osasuna         | 40 | 38 | 15 | 10 | 13 | 40 | 34 | +6  |
| [ 2 ] | 6.   | Barcellona      | 39 | 38 | 15 | 9  | 14 | 49 | 44 | +5  |
|       | 7.   | Celta Vigo      | 39 | 38 | 14 | 11 | 13 | 43 | 40 | +3  |
|       | 8.   | Real Valladolid | 38 | 38 | 13 | 12 | 13 | 31 | 34 | -3  |
|       | 9.   | Sporting Gijón  | 38 | 38 | 14 | 10 | 14 | 44 | 49 | -5  |
|       | 10.  | Siviglia        | 37 | 38 | 13 | 11 | 14 | 41 | 46 | -5  |
|       | 11.  | Real Saragozza  | 36 | 38 | 11 | 14 | 13 | 54 | 56 | -2  |
|       | 12.  | Cadice          | 35 | 38 | 11 | 13 | 14 | 47 | 54 | -7  |
|       | 13.  | CD Logroñés     | 33 | 38 | 12 | 9  | 17 | 28 | 45 | -17 |
|       | 14.  | Valencia        | 33 | 38 | 10 | 13 | 15 | 44 | 53 | -9  |
|       | 15.  | Español         | 33 | 38 | 11 | 11 | 16 | 44 | 55 | -11 |
|       | 16.  | Real Betis      | 33 | 38 | 14 | 5  | 19 | 42 | 54 | -12 |
|       | 17.  | Real Murcia     | 31 | 38 | 9  | 13 | 16 | 31 | 42 | -11 |
|       | 18.  | Maiorca         | 30 | 38 | 9  | 12 | 17 | 35 | 50 | -15 |
|       | 19.  | Sabadell        | 29 | 38 | 9  | 11 | 18 | 27 | 48 | -21 |
|       | 20.  | Las Palmas      | 29 | 38 | 12 | 5  | 21 | 43 | 65 | -22 |

Legenda:
      Campione di Spagna ed ammessa alla Coppa dei Campioni 1988-1989.
      Ammesse alla Coppa delle Coppe 1988-1989.
      Ammesse alla Coppa UEFA 1988-1989.
  Partecipa agli spareggi interdivisionali.
      Retrocesse in Segunda División 1988-1989.
Regolamento:
Due punti a vittoria, uno a pareggio, zero a sconfitta.
In caso di arrivo di due o più squadre a pari punti, la graduatoria verrà stilata secondo la classifica avulsa tra le squadre interessate che prevede, in ordine, i seguenti criteri:
- Punti negli scontri diretti.
- Differenza reti negli scontri diretti.
- Differenza reti generale.
- Reti realizzate in generale.

## Spareggi

### Spareggi interdivisionali
|                | Risultati |                | Luogo e data                    |
| -------------- | --------- | -------------- | ------------------------------- |
| Real Murcia    | 3-0       | Rayo Vallecano | Murcia, 29 maggio 1988          |
| Rayo Vallecano | 1-1       | Real Murcia    | Madrid, 5 giugno 1988           |
|                |           |                |                                 |
| Real Oviedo    | 2-1       | Maiorca        | Oviedo, 29 maggio 1988          |
| Maiorca        | 0-0       | Real Oviedo    | Palma di Maiorca, 4 giugno 1988 |
|                |           |                |                                 |

## Statistiche

### Squadre

#### Capoliste solitarie
|    | —— | ——          | —— | —— | —— | —— | —— | —— | ——  | ——  | ——  | ——  | ——  | ——  | ——  | ——  | ——  | ——  | ——  | ——  | ——  | ——  | ——  | ——  | ——  | ——  | ——  | ——  | ——  | ——  | ——  | ——  | ——  | ——  | ——  | ——  | ——  | —— |  |
|    |    | Real Madrid |    |    |    |    |    |    |     |     |     |     |     |     |     |     |     |     |     |     |     |     |     |     |     |     |     |     |     |     |     |     |     |     |     |     |     |    |  |
|    |    |             |    |    |    |    |    |    |     |     |     |     |     |     |     |     |     |     |     |     |     |     |     |     |     |     |     |     |     |     |     |     |     |     |     |     |     |    |  |
|    |    |             |    |    |    |    |    |    |     |     |     |     |     |     |     |     |     |     |     |     |     |     |     |     |     |     |     |     |     |     |     |     |     |     |     |     |     |    |  |
| 1ª | 2ª | 3ª          | 4ª | 5ª | 6ª | 7ª | 8ª | 9ª | 10ª | 11ª | 12ª | 13ª | 14ª | 15ª | 16ª | 17ª | 18ª | 19ª | 20ª | 21ª | 22ª | 23ª | 24ª | 25ª | 26ª | 27ª | 28ª | 29ª | 30ª | 31ª | 32ª | 33ª | 34ª | 35ª | 36ª | 37ª | 38ª |    |  |

#### Primati stagionali
- Maggior numero di vittorie: Real Madrid (28)
- Minor numero di sconfitte: Real Madrid (4)
- Migliore attacco: Real Madrid (95 reti segnate)
- Miglior difesa: Real Madrid (26 reti subite)
- Miglior differenza reti: Real Madrid (+69)
- Maggior numero di pareggi: Real Saragozza (14)
- Minor numero di pareggi: Betis, Las Palmas (5)
- Maggior numero di sconfitte: Las Palmas (21)
- Minor numero di vittorie: Real Murcia, Maiorca, Sabadell (9)
- Peggior attacco: Sabadell (27 reti segnate)
- Peggior difesa: Las Palmas (65 reti subite)
- Peggior differenza reti: Las Palmas (-22)

### Individuali

#### Classifica marcatori
| Gol |  |  | Giocatore         | Squadra         |
| --- |  |  | ----------------- | --------------- |
| 20  |  |  | Hugo Sánchez      | Real Madrid     |
| 18  |  |  | Rubén Sosa Ardaiz | Real Saragozza  |
| 17  |  |  | José Mari Bakero  | Real Sociedad   |
| 16  |  |  | Julio Salinas     | Atlético Madrid |
| 16  |  |  | Gary Lineker      | Barcellona      |
| 15  |  |  | Pedro Uralde      | Athletic Bilbao |
| 15  |  |  | Joaquín Alonso    | Sporting Gijón  |